# Florin Cîțu

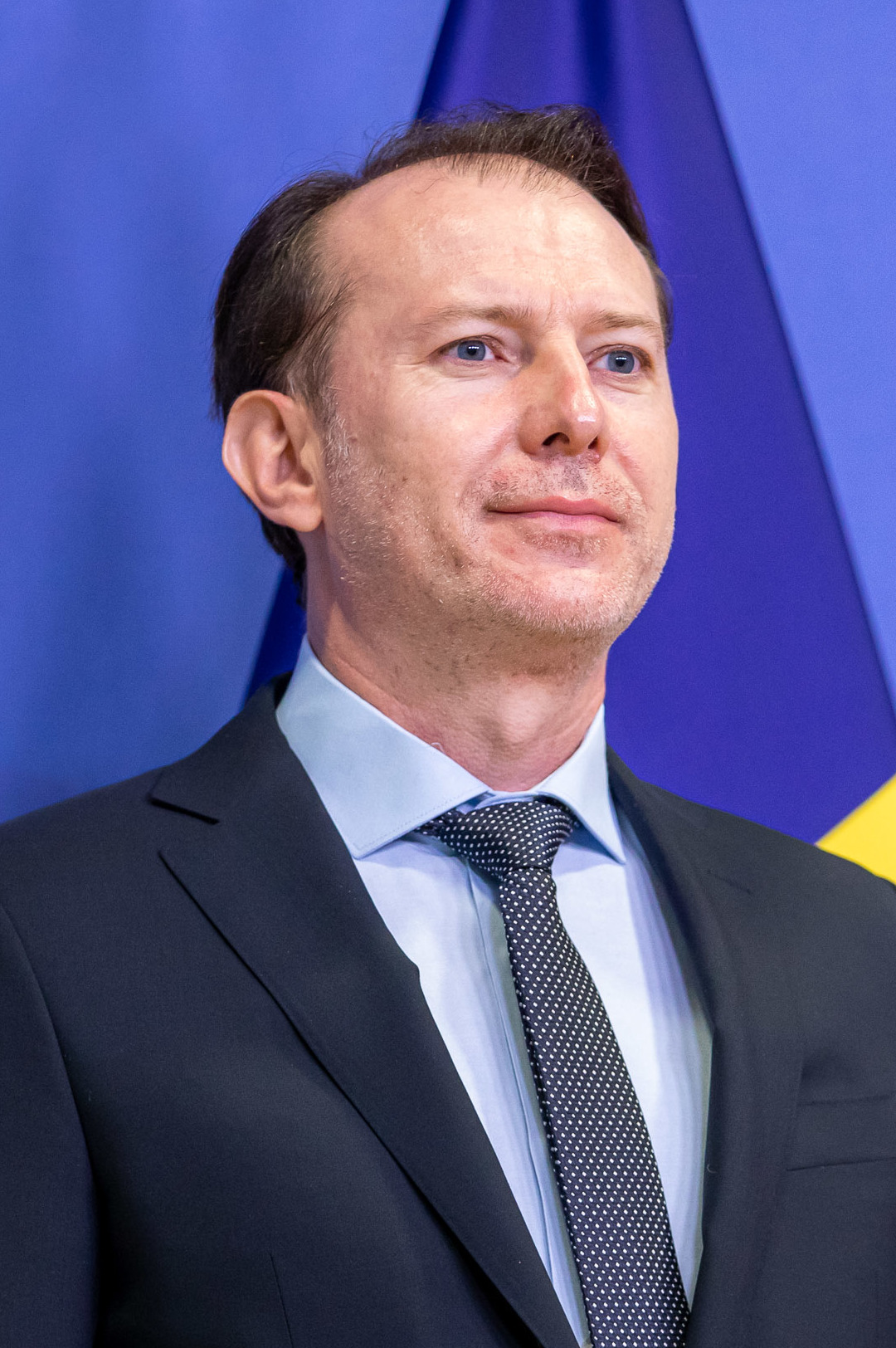
Florin Cîțu 2021

Florin Cîțu (* 1. April 1972 in Râmnicu Vâlcea) ist ein rumänischer Politiker der nationalliberalen Partei PNL. Er war seit der Billigung seiner Nominierung durch beide Kammern des Parlaments am 23. Dezember 2020 Ministerpräsident Rumäniens. Am 5. Oktober 2021 stimmte das Parlament für ein von der PSD initiiertes Misstrauensvotum gegen Cîțu. Er blieb übergangsweise im Amt, bis das Parlament einen neuen Ministerpräsidenten gewählt hatte.

## Leben
Cîțu wurde in Râmnicu Vâlcea geboren. Nach der Schule besuchte er das Grinnell College in den USA mit den Schwerpunkten Wirtschaft und Mathematik. Das Bachelor-Studium in Wirtschaftswissenschaften am Grinnell College beendete er im Jahr 1996. Anschließend studierte er Makroökonomie und internationale Wirtschaftswissenschaften an der Iowa State University. Nach seinem Master-Abschluss in Wirtschaftswissenschaften promovierte er auch in Makroökonomie und internationaler Wirtschaftswissenschaften an der Iowa State University, schloss die Promotion allerdings nie ab. Von 1997 bis 2001 war er zudem Dozent an der Universität.
Danach arbeitete Florin Cîțu bis 2003 bei der Reserve Bank of New Zealand und von 2003 bis 2005 bei der Europäischen Investitionsbank. Nachfolgend war er Chefökonom und später Leiter der Finanzmarktabteilung bei der ING-DiBa Bank in Bukarest. Cîțu war ab 2011 Berater und Wirtschaftsanalyst. Im Jahr 2016 wurde er in den Senat von Rumänien gewählt.
Am 4. November 2019 wurde er Finanzminister im Kabinett Ludovic Orban I. Staatspräsident Klaus Johannis beauftragte Florin Cîțu im Jahr 2020 drei Wochen nach dem Sturz der Regierung Orban mit der Bildung einer neuen Regierung. Cîțu zog jedoch am 12. März 2020 wenige Stunden vor der Parlamentsabstimmung seine Kandidatur zurück.
Nach den Parlamentswahlen im Dezember 2020 bildeten die liberalkonservative PNL, das liberale Parteienbündnis USR-PLUS und die Partei der ungarischen Minderheit UDMR eine Koalitionsregierung mit dem bisherigen Finanzminister Cîțu an der Spitze. Neun Ministerien gingen an die PNL, sechs Ministerien an die USR-PLUS und drei Ministerien an die  UDMR.
Die Krise, die nach zehn Monaten zum Misstrauensvotum gegen die Minderheitsregierung Cîțus geführt hatte, war durch den Bruch der Koalition von PNL und der USR ausgelöst worden, nachdem Cîțu zwei USR-Minister mit Unterstützung von Staatspräsident Klaus Johannis entlassen hatte.